# Turmstraße
Turmstraße – ulica w Berlinie, w Niemczech, w dzielnicy Moabit, w okręgu administracyjnym Mitte. Została wytyczona w 1827, liczy 1,8 km.
Przy tej ulicy znajduje się stacja metra linii U9 Turmstraße.